# Fifty/Fifty (serie televisiva)
Fifty/Fifty (Partners in Crime) è una serie televisiva statunitense in 13 episodi trasmessi per la prima volta nel corso di una sola stagione nel 1984.

## Trama
San Francisco. Carole Stanwyck, una fotografa free-lance, e Sydney Kovack, una suonatrice di viola, sono due donne che hanno poco in comune tranne il fatto che sono state sposate entrambe a Raymond, l'ex-marito. Quando Raymond finisce assassinato, Carole e Sydney cercano di trovare il colpevole e alla fine decidono di portare avanti l'agenzia di investigazione privata che Raymond ha lasciato loro in eredità. Vengono aiutate dall'ex assistente di Raymond, Harmon Shain, dalla madre di Raymond, Jeanine, e dal tenente Ed Vronsky.

## Personaggi
- Carole Stanwyck (13 episodi, 1984), interpretata da	Lynda Carter.
- Sydney Kovak (13 episodi, 1984), interpretato da	Loni Anderson.
- Harmon Shain (13 episodi, 1984), interpretato da	Walter Olkewicz.
- tenente Ed Vronsky (13 episodi, 1984), interpretato da	Leo Rossi.
- Jeanine (13 episodi, 1984), interpretata da	Eileen Heckart.
- barista (2 episodi, 1984), interpretato da	Gary Pettinger.

## Produzione
La serie fu prodotta da Carson Productions e girata a San Francisco in California. Tra i registi è accreditato James Sheldon. La serie durò solo 13 episodi, trasmessi in prima TV dal 22 settembre al 29 dicembre del 1984.

## Distribuzione
La serie fu trasmessa negli Stati Uniti nel 1984 sulla rete televisiva NBC. 
In Italia è stata trasmessa con il titolo Fifty/Fifty su Canale 5.
Alcune delle uscite internazionali sono state:
- negli Stati Uniti il 22 settembre 1984 (Partners in Crime)
- nel Regno Unito il 25 marzo 1986
- in Spagna (A medias)
- in Italia (Fifty/Fifty) 1986

## Episodi
| Stagione       | Episodi | Prima TV USA |
| -------------- | ------- | ------------ |
| Prima stagione | 13      | 1984         |